# Естакејда (Орегон)
Естакејда (енгл. Estacada) град је у америчкој савезној држави Орегон.

## Демографија
По попису из 2010. године број становника је 2.695, што је 324 (13,7%) становника више него 2000. године.
| Група             | 2000.         | 2010.         |
| Белци             | 1.958 (82,6%) | 2.385 (88,5%) |
| Афроамериканци    | 4 (0,2%)      | 21 (0,8%)     |
| Азијати           | 42 (1,8%)     | 31 (1,2%)     |
| Хиспаноамериканци | 303 (12,8%)   | 203 (7,5%)    |
| Укупно            | 2.371         | 2.695         |